# Roy Stryker
Roy Emerson Stryker (5. listopadu 1893 – 27. září 1975) byl americký ekonom, vládní úředník a novinářský fotograf známý svou prací pro společnost Farm Security Administration. Dokumentoval dopady velké hospodářské krize v USA v roce 1929.

## Život a dílo

### Farm Security Administration
FSA byla společnost založená v USA v roce 1935 v rámci New Deal. Úkolem bylo v krizi pomáhat proti americké venkovské chudobě. FSA podporovalo skupování okrajových pozemků, práci na velkých pozemcích s moderními stroji a kolektivizaci. Se vstupem USA do druhé světové války však nastala změna: projekt FSA dostal jiné jméno – Office of War Informations (OWI) – a také jiný program. Ve válce musela propaganda ukazovat, jak jsou Spojené státy silné a ne jaké mají potíže. V roce 1948, kdy FSA zanikla, byla dokonce snaha pořízené dokumenty zničit, aby nemohly být použity pro propagandu komunistickou.
Vedle Strykera byli v sociologicko-dokumentárním programu této agentury zapojeni fotografové jako například Walker Evans, Dorothea Langeová, Ben Shahn nebo Arthur Rothstein.
Na konci roku 1943 Stryker OWI opustil a šel pracovat na veřejném projektu pro společnost Standard Oil (New Jersey). Spolu s ním z OWI odešli i další fotografové - včetně Esther Bubleyové, Gordona Parkse a Johna Vachona. Bubley v roce 1951 pro Strykera, který tehdy pracoval pro Pittsburgh Photographic Library, zrealizovala významný cyklus snímků pro dětskou nemocnici Pittsburgh Children's Hospital.